# هتفیلد، یورک‌شر جنوبی
هتفیلد (به انگلیسی: Hatfield) یک شهرک و محله مدنی در بریتانیا است که در Hatfield واقع شده‌است. هتفیلد ۱۶٬۷۷۶ نفر جمعیت دارد.